# Raatejärvi (sjö i Kajanaland)
Raatejärvi är en sjö i Finland. Den ligger i kommunen Suomussalmi i landskapet Kajanaland, i den nordöstra delen av landet, 600 km norr om huvudstaden Helsingfors. Raatejärvi ligger 258 meter över havet. Arean är 24,3 hektar och strandlinjen är 2,76 kilometer lång. Sjön  ingår i Uleälvens huvudavrinningsområde. 